# VV Veldhoek
VV Veldhoek is een Nederlandse zaalvoetbalclub uit Veldhoek, gemeente Bronckhorst in provincie Gelderland, opgericht in 1980. Sinds het seizoen 2012/13 kent de club naast een jeugdafdeling enkel nog een zaalvoetbalelftal. In het seizoen 2011/12 speelde het toen nog bestaande veldvoetbalelftal van de club in de Reserve klasse zondag.
Op het veld speelde de club op Sportpark Veldhoek in het dorp Veldhoek. Betaaldvoetbalclub De Graafschap heeft dit sportpark ook gebruikt als trainingscomplex.
SV Basteom · SV Halle · Hessen Combinatie '03 · SV Keijenburgse Boys · Pax Hengelo · SV Ratti · SV Socii · VV Veldhoek · VV Vorden · VV Wolfersveen · ZZC '20